# Theristria nigra
Theristria nigra är en insektsart som beskrevs av Christine Lynette Lambkin 1986. Theristria nigra ingår i släktet Theristria och familjen fångsländor. Inga underarter finns listade i Catalogue of Life.